# پری‌شاهرخ مارتینیک
پری‌شاهرخ مارتینیک (نام علمی: Icterus bonana) نام یک گونه از سرده پری‌شاهرخ بر جدید است.